# 中間領域
中間領域（ちゅうかんりょういき、英語: Intermediate Region）とは、オタワ大学教授である、ギリシャの歴史家ディミトリー・キツィキスが1970年代に確立した地政学モデルである。このモデルによると、ユーラシア大陸は3つの地域で構成されており、西欧と極東に加えて、その間にある「中間領域」と呼ばれる第3の地域が独自の文明を構成しているとされる。中間領域は大まかに東欧から中東・北アフリカにかけて広がる領域であるとされる。

## 解説

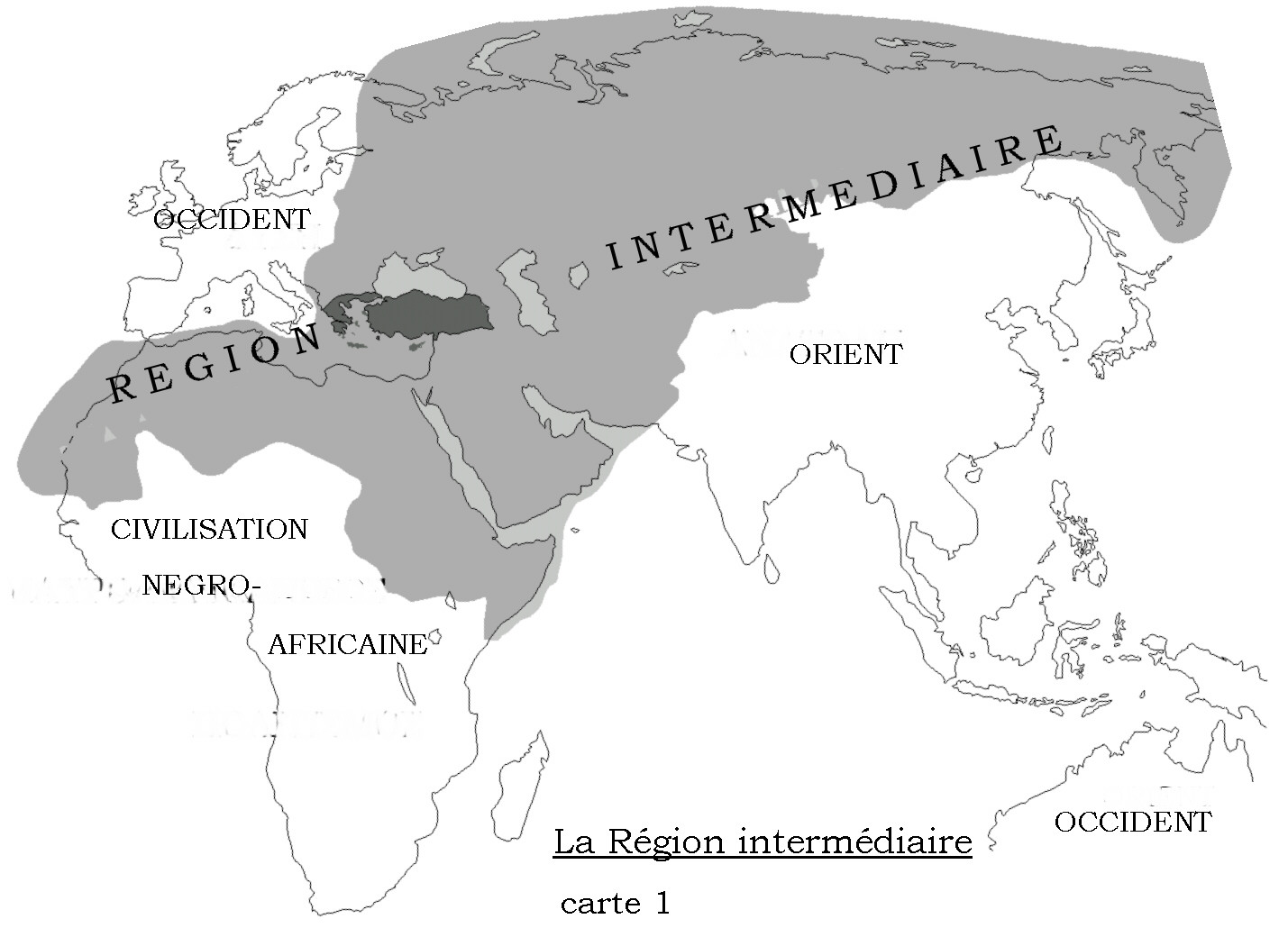
中間領域

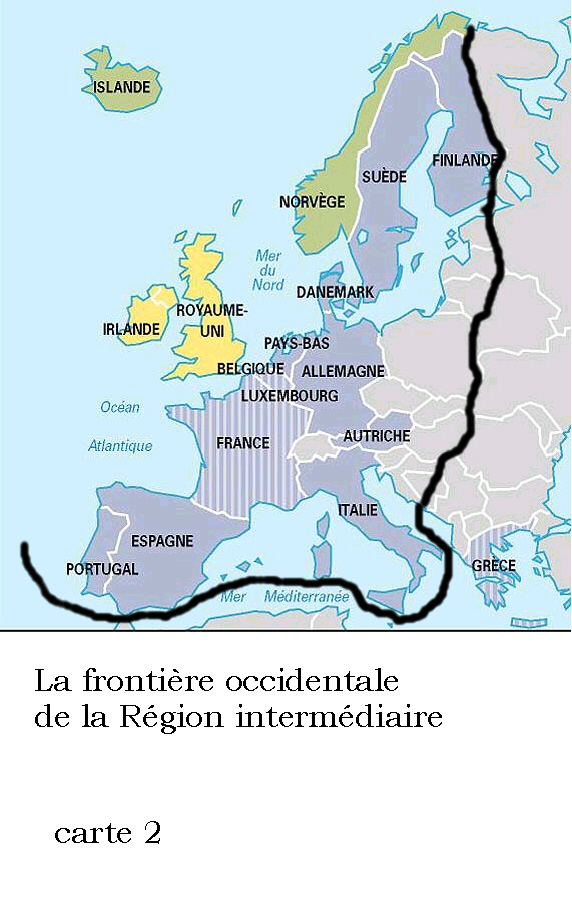
中間領域の西部境界線。

中間領域は、アドリア海とインダス川に挟まれた地域、すなわちヨーロッパの東半分からアジアの西半分まで広がる広大な地域で形成され、西と東の文明の架け橋の役割を果たすと考えられている。このことは、統一されたヨーロッパも統一されたアジアも存在せず、欧州もアジアも地理上の地域を示すに過ぎず文明を指すものではないことを意味する。
人口統計学的にこの地域の支配的な宗教は、東方教会・スンニ派イスラム教・シーア派イスラム教であり、さらに比較的少数を占めるアレヴィー派とユダヤ教が存在している。一方、西方ではカトリックとプロテスタント、東方ではヒンドゥー教と仏教が支配的である。
中間地域は、2500年にわたってトルコ海峡とエーゲ海に面した普遍的な帝国に支配されてきており、歴史を通じて歴代の帝国の指導者たちは、領内の民族の統一を図ってきた。ダレイオス1世のアケメネス朝はアレキサンダー大王の手に落ち、さらにヘレニズムローマ帝国、ビザンツ帝国が続いた。そしてトルコ革命に倒れるまで覇権を握ったオスマン帝国はスンニ派であったが、もともとオスマン王朝はアレヴィー派であった。故に、イエニチェリはイスラム各派の概念を融合させたベクタシュ-アレヴィーに従った。この中央帝国は、イスラム帝国・ペルシャ帝国・ロシア帝国を含む周辺の他帝国による挑戦にさらされていた。
中間領域は中央帝国と周辺の帝国による紛争にさらされてきた。主要な民族は、2000年にも渡ってこの地域の中枢を担った現在のイスタンブールの支配を目指して争った。8世紀のアラブと20世紀のロシアによるこの試みはほぼ成功したものの、普遍的帝国の支配権を握ることは叶わなかった。18世紀以降の西洋による介入は、普遍的帝国の継承ではなくその破壊と解体（バルカニゼーション）、さらには西洋化による支配を目論んだ外的対立であると考えられている。
キツィキスは、ヨーロッパはユーラシア大陸の一部の半島にすぎず、何千年にもわたる歴史的な出来事により、ユーラシア大陸は以下の3つの文明地域から構成されていると結論づけている。
1. 西洋 - 今日の米国、カナダ、オーストラリア、ニュージーランド、西ヨーロッパ
2. 極東（東洋） - インド亜大陸、インドネシアを始めとする東南アジア並びに中国・日本・韓国
3. 中間領域 - 西洋から東洋にかけての範囲に存在する[2]